# Sergei Pareiko
Sergei Pareiko, né le 31 janvier 1977 à Tallinn en République socialiste soviétique d'Estonie, est un joueur de football international estonien qui évoluait au poste de gardien de but.

## Biographie

### Un dernier challenge en Pologne
Le 8 février 2011, Sergei Pareiko rejoint le club polonais du Wisła Cracovie, et y signe un contrat portant sur une saison et demie,. Il vient dans le but de prendre la place du Serbe Milan Jovanić, pas convaincant avec la Biała Gwiazda. Auparavant, il avait refusé l'offre anglaise des Wanderers de Wolverhampton, qui cherchaient un remplaçant à leur titulaire habituel Marcus Hahnemann, blessé pour une longue période. Le 25 février, Pareiko fait ses débuts contre l'Arka Gdynia, et devient le premier Estonien à disputer un match de première division polonaise. Avec le Wisła, il ne perd pas un match en Ekstraklasa, et prend la première place après la dix-septième journée.

## Palmarès
- Champion de Pologne : 2011
- Vainqueur de la Coupe d'Estonie : 1996, 1997, 1999, 2000
- Vainqueur de la Supercoupe d'Estonie : 1997, 1999, 2000
- Champion d'Estonie : 1999, 2000